# Marcin Kobierski
Marcin Kobierski (Człuchów, 13 de abril de 1977) es un deportista polaco que compitió en piragüismo en la modalidad de aguas tranquilas. Ganó dos medallas de oro en el Campeonato Mundial de Piragüismo entre los años 2001 y 2002, y dos medallas en el Campeonato Europeo de Piragüismo entre los años 2001 y 2002.

## Palmarés internacional
| Campeonato Mundial | Campeonato Mundial | Campeonato Mundial | Campeonato Mundial |
| Año                | Lugar              | Medalla            | Competición        |
| ------------------ | ------------------ | ------------------ | ------------------ |
| 2001               | Poznań (Polonia)   | Medalla de oro     | C2 1000 m          |
| 2002               | Sevilla (España)   | Medalla de oro     | C2 1000 m          |
| Campeonato Europeo |                    |                    |                    |
| Año                | Lugar              | Medalla            | Competición        |
| 2001               | Milán (Italia)     | Medalla de bronce  | C4 500 m           |
| 2002               | Szeged (Hungría)   | Medalla de plata   | C2 1000 m          |